# Frank van Dalen
Frank van Dalen (Hintham, 18 februari 1969) was van april 2005 tot juni 2008 voorzitter van COC Nederland. Daarnaast is hij actief binnen de Volkspartij voor Vrijheid en Democratie (VVD) in Amsterdam. Van 2009 tot 2011 was Van Dalen in Amsterdam gemeenteraadslid voor de VVD.

## Biografie
Frank van Dalen groeide op in Schaijk in een gezin met twee jongere zussen en zijn ouders. In 1988 deed hij aan het Maaslandcollege te Oss eindexamen atheneum. Hij was er hoofdredacteur van de schoolkrant ‘de Vierde Druk’ geweest. Ook was Van Dalen voorzitter van het lokale VVD-jongerencontact. Tijdens zijn middelbare school richtte hij twee bedrijfjes op gericht op desktop-publishing en software ontwikkeling.
In 1988 begon Frank van Dalen aan de Technische Universiteit Eindhoven (TUE) waar hij in 1995 als informatica-ingenieur afstudeerde. In zijn studentenjaren was hij politiek en bestuurlijk actief. Voor de politieke Jongerenorganisatie Vrijheid en Democratie (JOVD) maakt hij de eerste voorlichtingsfilm over de JOVD en was hij achtereenvolgens bestuurslid van de JOVD in Eindhoven en in het district Brabant. In 1991 won hij de verkiezingsstrijd om het JOVD-vicevoorzitterschap. In die jaren was hij ook hoofdredacteur van het politieke kaderblad LEF.
In 1991 werd hij voorzitter van de pas opgerichte Groep 2000/ISO, die studentenbelangen moest behartigen. Een jaar later werd hij algemeen bestuurslid van het Interstedelijk StudentenOverleg. In 1994 verhuisde hij naar Breda en trad hij toe tot het Kamercentralebestuur van de VVD Tilburg. In 1994 trad Frank toe tot de partijcommissie Onderwijs & Cultuur van de VVD. In 1993 ontwikkelde Frank samen met Dirk-Jan Wierenga en Saskia Nuyten een alternatief studiebeursstelsel om de dreigende invoering van het leenstelsel te voorkomen. De prestatiebeurs zoals het nieuwe systeem werd genoemd kreeg een plek in het regeerakkoord. Voor zijn verdiensten kreeg Van Dalen zowel in 1992 als in 1994 de Academy Award in de categorie Politiek van de TUE.
In 1994 begon Frank van Dalen als accountmanager bij Procter & Gamble. In 1997 besloot hij voor zichzelf te beginnen en startte zijn eigen training- en adviesbureau. In 1999 richtte hij een bedrijf op dat zich toelegt op kleinschalige nieuwbouwprojecten en nieuwbouwrenovaties in Amsterdam. In 2006 verkocht hij zijn trainingsbureau Gazing Performance Nederland.

## Politieke carrière
Binnen de VVD bekleedde Frank van Dalen verschillende functies. Zo was hij lid van het regiobestuur van de VVD (Kamercentrale Tilburg) van 1993-1995. Later was hij lid van de stuurgroep van de Haya van Somerenstichting, het opleidingsinstituut van de VVD (1996-2000). Zo was hij betrokken bij de uitbouw van de kaderschool en schreef hij trainingsprogramma's zoals Liberalisme in de praktijk en Liberalisme in de basis. Daarnaast was hij lid van de beoordelings- en begeleidingscommissie van de VVD (1997-2000). Van 1993 tot 1996 was hij lid van de jongerencommissie en van 1994 tot 2000 van de partijcommissie Onderwijs en Cultuur. In 1999 en 2000 was hij voorzitter van de naar hem genoemde commissie-Van Dalen. Deze commissie had als opdracht de omvorming van de JOVD tot jongerenorganisatie van de VVD structuur te geven en binnen VVD en JOVD draagvlak daarvoor te bouwen. In 2000 werd hij campagneleider voor de VVD in Amsterdam. Bij de verkiezingen van 2002 wist de hoofdstedelijke VVD tegen de landelijke trend in haar machtsbasis te versterken. Van Dalen kreeg als blijk van waardering de Liberale Vonk uitgereikt. Van 2004 tot 2006 was hij lid van de VVD-fractie in stadsdeel Westerpark, en het jaar daarop maakte hij deel uit van de commissie die voor de VVD Amsterdam een langetermijnvisie moest ontwikkelen. Dit leidde tot het rapport Amsterdam successtad. In de loop der jaren heeft Frank van Dalen namens de VVD in Oost-Europa trainingen liberalisme, campagnevoeren en besturen verzorgd.
In november 2011 raakte Frank van Dalen in opspraak door het drijven van een illegale hotelgelegenheid. Van Dalen heeft op 21 november van dat jaar besloten op te stappen als gemeenteraadslid van Amsterdam. Hij raakte in opspraak toen bekend werd dat hij een hotel zou runnen zonder vergunning. Hijzelf repte echter van appartementen voor korte huur. In het onderzoek van de ombudsman trekt de ombudsman de conclusie dat het stadsdeel terecht tot het oordeel kwam dat het om een hotel handelde en dat door Van Dalen niet werd voldaan aan de beveiligingseisen, maar ook dat zowel in besluitvorming als in door het stadsdeel geschetste beeld rond Van Dalen in strijd heeft gehandeld met vereisten van redelijkheid. De ombudsman concludeert dat Van Dalen daardoor financiële en reputatieschade heeft opgelopen.

## Homobelangen
In de aanloop van de Gay Games in 1998 was Frank van Dalen ervoor verantwoordelijk om een draagvlak te bouwen bij het bedrijfsleven voor financiële steun, door 'Gay & Lesbian Marketing' op de agenda te zetten.

### COC
Van Dalen was van 2005 tot 2008 voorzitter van COC Nederland. In die hoedanigheid verwierf hij nationale bekendheid als woordvoerder voor de homobeweging. In januari 2006 lanceerde hij de derde fase van de emancipatiestrijd als nieuwe visie van de homobeweging. Deze missie werd door onderwijsminister Plasterk, tevens verantwoordelijk voor homobeleid, in het najaar van 2007 als kabinetsbeleid omarmd.
Begin 2006 leek Frank van Dalen korte tijd in opspraak te komen. Er verschenen berichten in de media over vermeende zelfverrijking omdat hij, na het vertrek van de directeur van het COC, tijdelijk de rol van voorzitter en directeur combineerde. De algemene vergadering van het COC sprak haar vertrouwen uit in de handelwijze van het bestuur en zijn voorzitter. Op 5 maart 2008 maakte minister Plasterk bekend mee te varen met de Amsterdam Gay Pride, tekende hij met gemeenten koploperovereenkomsten om lokaal homobeleid een impuls te geven, was prinses Máxima als eerste lid van het koninklijk huis aanwezig bij een bijeenkomst waar homoseksualiteit en maatschappij centraal staan en werd in de Tweede Kamer de behandeling van de homo-emancipatienota afgerond. In 2008 trad Van Dalen af als voorzitter van COC. Zijn aftreden zou niet vrijwillig zijn geschied, maar volgens bronnen wegens voornoemde financiële perikelen en homoseksuele contacten met minderjarige tienerjongens. Daarna maakte van Dalen zijn vertrek als voorzitter van COC Nederland bekend.
Ondertussen is het COC in financieel zwaar weer terechtgekomen. Nadat De Volkskrant schreef over een financiële janboel die onder het voorzitterschap van Van Dalen zou zijn ontstaan en het COC bekendmaakte dat er over de afgelopen drie jaren een tekort was opgebouwd van 1,1 miljoen euro, werden er Kamervragen gesteld door SGP en ChristenUnie. Minister Plasterk antwoordde op de hoogte te zijn van de tekorten, van het saneringsplan dat is uitgevoerd, van de voorgenomen verkoop van het COC-pand aan de Rozenstraat dat al geruime tijd vrijwel leeg staat en bevestigde nogmaals zijn keuze om het COC structurele subsidie te geven waardoor uitgaven voor lobby en advocacy in de toekomst gedekt zijn. In maart presenteerde het COC zijn nieuwe financiële beheerssystematiek waarmee het COC de eerste homo-organisatie is die voldoet aan de uitgangspunten van het CBF-keurmerk. Tijdens de Algemene Vergadering van juni werden de jaarcijfers over 2006 niet goedgekeurd, mede omdat een goedkeurende accountantsverklaring bij de baten en lasten ontbrak. De accountant meldde dat de continuïteit van COC Nederland in gevaar zou komen door de financiële tekorten, tenzij het pand verkocht zou worden. In juni werd bekend dat het COC als eerste homo-organisatie ter wereld een positief advies krijgt van de NGO-commissie voor een VN-status. In juli was die status een feit.
In 2009 meldde de Volkskrant hoe van Dalen de boekhouding over de Gay Pride van 2007 en 2008 had afgehandeld. Dat werd volgens deze krant duidelijk in een rapportage van de Amsterdamse Rekenkamer: inkomsten werden verzwegen, btw-afdrachten onzuiver verwerkt, en ondanks schriftelijke sommatie van de gemeente werd er geen accountantsverklaring afgegeven over 2007. De gemeentesecretaris is daarna gaan onderzoeken of de door Pro Gay ontvangen subsidies onrechtmatig waren of dat deze moeten worden terugbetaald. Zowel de Algemene Rekenkamer als de Gemeente Amsterdam hebben echter publiekelijk afstand genomen van deze suggestie: toenmalig voorzitter Victor Eiff verklaarde dat de conclusies over de gemeente gingen en niet over het handelen van ProGay. Nadat in november 2010 het derde rapport van de Rekenkamer over de ontoereikende financiële verantwoording door Pro Gay was verschenen, trad Van Dalen vervroegd af. Naar eigen zeggen om belangenverstrengeling net zijn raadlidmaatschap te voorkomen.

### ProGay
In 2006 raakte Van Dalen als voortrekker betrokken bij de stichting ProGay, die van 2006 tot en met 2013 de Amsterdam Gay Pride organiseerde. 
Vanaf het voorjaar van 2008 tot en met 2019 was Van Dalen voorzitter van de Stichting Homomuseum, die een homomuseum in Amsterdam wilde openen.

## Publicaties
- 2000 - Sollicitatiewijzer.nl
- 9 januari 2008 – Braaf appel vol goede bedoelingen (Trouw)